# チャイルズ・ヒル
チャイルズ・ヒル（Childs Hill）は、ロンドンのバーネット・ロンドン特別区にある都市である。チャリング・クロスの北西5マイル(8キロメートル)を位置している。北にゴールダーズ・グリーン、東にハンプステード、南にフォーチューン・グリーン、西にクリックルウッドが隣り合っている。